# Itoki Fluctus
L'Itoki Fluctus è una struttura geologica della superficie di Venere.